# Coronocephalus
Genre
Synonymes
- Coronocephalina Wu in Zhou et al., 1977
- Senticucullus Xia in W. Zhang, 1974

Coronocephalus est un genre fossile de trilobites de l'ordre des Phacopida, du sous-ordre des Cheirurina et de la famille des Encrinuridae.
Les espèces datent de la fin de l'Ordovicien jusqu'au début du Silurien et ont été trouvées en Australie et en Chine. 

## Liste des espèces
- †Coronocephalus changningensis Zhang, 1974
- †Coronocephalus elegans Xia in W. Zhang, 1974
- †Coronocephalus gauluoensis
- †Coronocephalus jastrowi Grabau, 1924
- †Coronocephalus kobayashii Hamada, 1959
- †Coronocephalus rongxiensis Chang, 1974
- †Coronocephalus tenuisulcatus Chang, 1974
- †Coronocephalus urbis Strusz, 1980